# 劉才 (弘治進士)
劉才（1462年—？），字尚用，江西吉安府安福县人，民籍，明朝政治人物。

## 生平
弘治八年（1495年）乙卯科江西鄉試第四名舉人。弘治十二年（1499年）中式己未科會試第三十名，三甲第一百三十七名進士。官主事。

## 家族
曾祖劉鳳翔；祖劉仕璉；父劉乾昭。母高氏。慈侍下。